# Guy Drut
Guy Drut (Francia, 6 de diciembre de 1950) es un exatleta retirado y político francés, especializado en la prueba de 110 m vallas en la que llegó a ser campeón olímpico en 1976.

## Carrera deportiva
En los JJ. OO. de Múnich 1972 ganó la medalla de plata en los 110 metros vallas, con un tiempo de 13.34 segundos, llegando a meta tras el estadounidense Rod Milburn que con 13.24 segundos batió el récord del mundo, y por delante de otro estadounidense Thomas Hill (bronce con 13.48 segundos). Ese mismo año, en el Campeonato Europeo de Atletismo en Pista Cubierta de 1972 ganó el oro en los 60 metros vallas, con un tiempo de 6.51 segundos, por delante del alemán Manfred Schumann y del soviético Anatoliy Moshiashvili.
Cuatro años después, en las Olimpiadas de Montreal 1976 ganó el oro en los 110 metros vallas, con un tiempo de 13.30 segundos, por delante del cubano Alejandro Casañas y el estadounidense Willie Davenport.